# Ransford Doherty
Ransford Doherty (5 marzo ...) è un attore statunitense noto per il suo ruolo nella serie The Closer e nel suo Spin-off Major Crimes, e per i suoi ruoli nei film Hostage e Something Like a Business.

## Carriera
Ha iniziato a recitare nel 2000, comparendo in episodi di JAG - Avvocati in divisa, E.R. - Medici in prima lineae NYPD - New York Police Department, oltre ad avere un ruolo ricorrente in Undressed di MTV. Dal 2008 al 2012 ha avuto un ruolo ricorrente nella serie The Closer, per poi riprenderlo nel 2017 nello spin-off Major Crimes.
Lavora anche come insegnante nell'area di Los Angeles, lavorando con studenti di educazione speciale.

## Filmografia parziale

### Cinema
- Hostage, regia di Florent Emilio Siri (2005)

### Televisione
- JAG - Avvocati in divisa (JAG) – serie TV, un episodio (2000)
- E.R. - Medici in prima linea (ER) – serie TV, un episodio (2000)
- Undressed – serie TV, 4 episodi (2000)
- NYPD - New York Police Department (NYPD Blue) – serie TV, un episodio (2001)
- Casa Hughley (The Hughleys) – serie TV, un episodio (2001)
- Malcolm (Malcolm in the Middle) – serie TV, un episodio (2002)
- The District – serie TV, un episodio (2002)
- Philly – serie TV, un episodio (2002)
- Power Rangers Wild Force – serie TV, un episodio (2002)
- Joan of Arcadia – serie TV, 2 episodi (2004)
- Las Vegas – serie TV, 2 episodi (2004-2007)
- Girlfriends – serie TV, un episodio (2007)
- The Closer – serie TV, 20 episodi (2008-2012)
- Bones – serie TV, un episodio (2008)
- Three Rivers – serie TV, un episodio (2009)
- The Office – serie TV, un episodio (2009)
- Jonas L.A. – serie TV, un episodio (2010)
- I maghi di Waverly (Wizards of Waverly Place) – serie TV, un episodio (2011)
- Castle – serie TV, un episodio (2011)
- Body of Proof – serie TV, 4 episodi (2011-2012)
- Major Crimes – serie TV, 59 episodi (2012-2017)
- Touch – serie TV, un episodio (2013)
- Shameless – serie TV, un episodio (2019)
- NCIS - Unità anticrimine (NCIS) – serie TV, un episodio (2019)
- Sydney to the Max – serie TV, un episodio (2019)

## Doppiatori italiani
Nelle versioni in italiano delle opere in cui ha recitato, Ransford Doherty è stato doppiato da:
- Alessandro Budroni in The Closer (ep. 6x08-09, 7x05-06, 7x08, 7x20-21), Major Crimes
- Fabrizio Picconi in The Closer (ep. 4x09-10)
- Maurizio Fiorentini in The Closer (ep. 5x01)
- Stefano Miceli in The Closer (ep. 5x08, 5x13, 6x14)
- Carlo Scipioni in The Closer (ep. 7x01-02, 7x11)
- Davide Albano in The Closer (ep. 7x16, 7x18)
- Massimiliano Manfredi in Hostage
- Mirko Mazzanti in Jonas L.A.
- Alessio Cerchi in Shameless